# غلاديس أمبروز
غلاديس أمبروز (بالإنجليزية: Gladys Ambrose)‏ هي ممثلة بريطانية، ولدت في 28 ديسمبر 1930 في إيفرتون في المملكة المتحدة، وتوفيت في 4 يوليو 1998 في Knowsley, Merseyside ‏ في المملكة المتحدة بسبب سرطان.

## وصلات خارجية
- غلاديس أمبروز على موقع IMDb (الإنجليزية)
- غلاديس أمبروز على موقع قاعدة بيانات الفيلم (الإنجليزية)